# サンフランシスコ・クロニクル
サンフランシスコ・クロニクル（英: San Francisco Chronicle）は、アメリカ合衆国で発行されている日刊新聞である。

## 概要
サンフランシスコ・クロニクルは、カリフォルニア州サンフランシスコに本拠地を置く日刊新聞。2000年7月より、総合メディア企業ハースト社の傘下となった。
主にサンフランシスコ、サクラメント周辺のカリフォルニア州北部太平洋岸地域に読者を持ち、2006年現在約374,000部（日曜版は約433,000部）の発行部数を誇る。これは全米14番目の発行部数にあたる。

## 沿革
1865年、『デイリー・ドラマティック・クロニクル』（"The Daily Dramatic Chronicle"）としてチャールズ・デヤング（Charles de Young）とマイケル・ハリー・デヤング（Michael Harry de Young）の兄弟によって創刊された。デヤング兄弟は当時まだ10代であった。
1885年、マーク・トウェインの小説『ハックルベリー・フィンの冒険』がマサチューセッツ州コンコード図書館によって禁書に指定された際には、速やかに同書擁護の立場で記事を掲載したことで知られている。
第二次世界大戦から1965年にかけて、スコット・ニューホール（Scott Newhall）編集長の下で多彩なコラムニスト陣を擁して人気を博し、ライバル紙サンフランシスコ・エグザミナーを追い越してカリフォルニア州北部最大の発行部数を持つ新聞となった。
2000年、デヤング家支配のクロニクル・パブリッシング社（Chronicle Publishing Company）からハースト社に売却された。同年、同じくハースト社傘下となっていたエグザミナー紙が無料のタブロイド紙に移行したため、サンフランシスコでは唯一の紙媒体日刊新聞となった。
2005年には、本紙のディオンヌ・フィッツモーリスが、瀕死の重傷を負ったイラク人少年を治療するオクラホマ州の病院の様子を撮った一連の写真でピューリッツァー賞 （特集写真部門）を受賞している。
2006年3月23日には、同紙記者であるマーク・ファイナル・ワダとランス・ウィリアムズによる共著で、MLBの大物選手、バリー・ボンズの運動能力向上薬物使用歴を暴露した『ゲーム・オブ・シャドウズ』が出版された。